# Бор-Нур (посёлок)
Бор-Нур (калм. Бор Нур) — посёлок в Целинном районе Калмыкии, в составе Ики-Чоносовского сельского муниципального образования. Расположен в 36 км к востоку от села Троицкое.
Население — 24 человек (2012). В посёлке всего 7 дворов.

## Физико-географическая характеристика
Посёлок расположен в пределах Ергенинской возвышенности, являющейся частью Восточно-Европейской равнины, на высоте 27 м над уровнем моря. Рельеф местности равнинный. Местность имеет общий наклон с юга на север. Со всех сторон посёлок окружён пастбищными угодьями. К северу от посёлка расположен лиман Бор-Нур.
По автомобильной дороге расстояние до столицы Калмыкии города Элиста составляет 50 км, до районного центра села Троицкого — 36 км. Ближайший населённый пункт — посёлок Ики-Чонос, расположенный в 18 км к западу от Бор-Нура.
Согласно классификации климатов Кёппена-Гейгера посёлок находится в зоне семиаридного климата (Bsk). В окрестностях посёлка распространены светлокаштановые почвы в комплексе солонцами.

## Название
Название посёлка производно от гидронима калм. Бор Нур, который можно перевести как серое или бурое озеро.

## История
До революции Бор-Нур входил в состав Ики-Чоносовского аймака. Дата основания оседлого поселения не установлена, но можно предположить, что посёлок возник в начале 1920-х годов. В период коллективизации здесь разместилось отделение колхоза «Герл». На административной карте СССР 1946 года отмечен как Бур-Нур. На административной карте 1956 года отмечен уже под названием Большой.
В 1961 году указом Президиума Верховного Совета РСФСР поселок Большой переименован в Бор Нур.
Тогда же здесь была размещена ферма совхоза «Ленинский». В посёлке действовала начальная школа, работал фельдшер.

## Население
В конце 1980-х в посёлке проживало около 230 человек.
| 2002 | 2010 | 2012 |
| ---- | ---- | ---- |
| 23   | ↗25  | ↘24  |

Национальный состав
Согласно результатам переписи 2002 года большинство населения посёлка составляли калмыки (91 %).
| Национальность | Численность (2010) | Процент |
| -------------- | ------------------ | ------- |
| Калмыки        | 17                 | 100%    |
| Всего          | 17                 | 100%    |

## Социальная инфраструктура
Социальная инфраструктура не развита. Ближайшие учреждения культуры (клуб, библиотека), образования (средняя школа, детский сад) расположены в административном центре сельского поселения — посёлке Ики-Чонос. Медицинское обслуживание жителей посёлка обеспечивают фельдшерско-акушерский пункт в посёлке Ики-Чонос и Целинная центральная районная больница. Ближайшее отделение скорой медицинской помощи расположено в Троицком.
Посёлок не газифицирован. Центральное водоснабжение отсутствует, потребность в пресной воде обеспечивается индивидуально, путём доставки воды к каждому домовладению. Водоотведение осуществляется за счёт использования выгребных ям.
С административным центром сельского поселения посёлком Ики-Чонос Бор-Нур связан автодорогой с щебневым покрытием.

## Известные жители и уроженцы
- Санджиев, Никита Амолданович (1924 г., Бор-Нур — 1994 г., Элиста) — скульптор, народный художник РСФСР, заслуженный художник РСФСР, Лауреат государственной премии Калмыцкой АССР имени О. И. Городовикова.